# 애덤 루니
애덤 크리스토퍼 루니 (Adam Christopher Rooney, 1988년 4월 21일 ~ )는 아일랜드의 축구 선수로 포지션은 스트라이커이다. 2006년 스토크 시티 FC에서 데뷔했으며, 여빌 타운 FC, 체스터필드 FC, 베리 FC 등에서 임대 생활을 거쳤다. 이후 2008년 인버네스 캘리도니언 시슬 FC에서 주전 자리를 차지해 활약한 뒤 2011년 버밍엄 시티 FC로 이적하였고, 2012년 스윈던 타운 FC로 임대 이적하였다. 그 뒤 2013년 올덤 애슬레틱 AFC으로 팀을 옮겼으며, 2014년 애버딘 FC에 입단하였다. 2018년 솔퍼드 시티로 이적하였다. 2020년 솔리헐 무어스로 이적하였다.
그는 2014-15 시즌 스코틀랜드 프리미어리그에서 18골을 득점해 득점왕에 올랐으며, PFA 스코틀랜드 올해의 팀에 선정되었다.
그는 2007년 아일랜드 U-21 대표팀에 합류해 2010년까지 9경기를 뛰었다.